# Elisabeth Röhm
Elisabeth Röhm (Düsseldorf, 28 aprile 1973) è un'attrice tedesca con cittadinanza statunitense.

## Biografia
Elisabeth Röhm è una attrice e regista statunitense nata a Düsseldorf il 28 aprile 1973, con doppia cittadinanza (Germania e USA), nota soprattutto per aver interpretato Kate Lockley in Angel (1999-2002) e Serena Southerlyn, procuratore aggiunto in Law & Order (dal 2001 al 2005). Di origini italiane da parte di madre e tedesche da parte di padre (i genitori divorziarono quando aveva 9 anni), ha due figli. La sua famiglia si trasferisce dalla Germania a Manhattan, New York, negli anni ottanta. Ha frequentato l'università Sarah Lawrence College a Bronxville, dove ha studiato arte drammatica.
Ottiene il suo primo ruolo d'attrice nel 1997 nella soap opera Una vita da vivere, e in seguito ha vari ruoli in serie TV come Invisible Man e due mini serie (The '60s ed Eureka street). Il successo e la notorietà al grande pubblico arrivano nel 1999, quando interpreta l'ispettore Kate Lockley in Angel, e poi il procuratore aggiunto Serena Southerlyn in Law & Order (2001-2005). In seguito ha avuto altre parti in film TV, come Lake Placid 4 - Capitolo finale, e serie TV, tra cui alcuni episodi della serie "The Mentalist", in cui recita il ruolo della psichiatra di Patrick Jane.

## Vita privata
È stata fidanzata con il regista Austin Smithard (nel 2000) e l'imprenditore Dan Abrams (dal 2003 al 2005). Legata all'imprenditore Ron Wooster dal 2005, nel 2008 hanno avuto una figlia, Easton August Anthony. La coppia si sposa nell'ottobre 2008 e divorziano nell'ottobre 2014.
Nel 2021 si sposa con il produttore e sceneggiatore Peter Glatzer.

## Filmografia parziale

### Cinema
- Miss F.B.I. - Infiltrata speciale (Miss Congeniality 2: Armed & Fabulous), regia di John Pasquin (2005)
- Abduction - Riprenditi la tua vita (Abduction), regia di John Singleton (2011)
- Transit, regia di Antonio Negret (2012)
- American Hustle - L'apparenza inganna (American Hustle), regia di David O. Russell (2013)
- Mega Shark Versus Mecha Shark, regia di Emile Edwin Smith (2014)
- Joy, regia di David O. Russell (2015)
- Blood Father, regia di Jean-François Richet (2016)
- C'era una volta a Los Angeles (Once Upon a Time in Venice), regia di Mark Cullen e Robb Cullen (2017)
- Scales: Mermaids Are Real, regia di Kevan Peterson (2017)
- The Tribes of Palos Verdes, regia di Emmett Malloy e Brendan Malloy (2017)
- Bombshell - La voce dello scandalo (Bombshell), regia di Jay Roach  (2019)

### Televisione
- Una vita da vivere (One Life To Live) – soap opera (1997-1998)
- Invisible Man, regia di John Patterson – film TV (1998)
- The '60s, regia di Mark Piznarski – miniserie TV (1999)
- Eureka Street, regia di Adrian Shergold – miniserie TV (1999)
- Angel – serie TV, 15 episodi (1999-2001)
- Law & Order - I due volti della giustizia (Law & Order) – serie TV, 85 episodi (2001-2005)
- The Mentalist – serie TV, episodi 1x10 - 6x02 (2008-2013)
- Heroes – serie TV, 8 episodi (2009-2010)
- A Christmas Kiss - Un Natale al bacio (A Christmas Kiss), regia di John Stimpson – film TV (2011)
- Lake Placid 4 - Capitolo finale (Lake Placid: The Final Chapter), regia di Don Michael Paul – film TV (2012)
- The Client List - Clienti speciali (The Client List) – serie TV, 14 episodi (2012-2013)
- Stalker – serie TV, 12 episodi (2014-2015)
- Una babysitter all'improvviso (Reluctant Nanny), regia di Bradford May – film TV (2015)
- La rovina di mia figlia (Revenge Porn), regia di Monika Mitchell – film TV (2016)
- The Last Ship – serie TV, 13 episodi (2016)
- Flaked – serie TV, 5 episodi (2017)
- NCIS - Unità anticrimine (NCIS) – serie TV, episodio 14x22 (2017)
- Jane the Virgin – serie TV, 6 episodi (2017-2019)
- The Oath – serie TV, 13 episodi (2018-2019)
- Foto di famiglia (Family Pictures), regia di Manu Boyer - film TV (2019)

### Regia
- Girl in the Basement (2021)

## Doppiatrici italiane
Nelle versioni in italiano delle opere in cui ha recitato, Elisabeth Röhm è stata doppiata da:
- Roberta Pellini in Law & Order - I due volti della giustizia, American Hustle - L'apparenza inganna, Stalker
- Sabrina Duranti in The Mentalist, NCIS - Unità anticrimine
- Laura Romano in Angel
- Elena Morara in CSI: Miami
- Francesca Fiorentini in The Last Ship
- Rachele Paolelli in C'era una volta a Los Angeles
- Cristina Poccardi in Hawaii Five-0
- Sara Ferranti in Magnum P.I.
- Anna Cugini in Foto di famiglia